# Tea Party (Kerli)
Tea Party è il terzo singolo della colonna sonora di Alice in Wonderland, eseguito dalla cantante estone Kerli scritto e prodotto da lei e da Brian Ziff.
Il video è diretto da Justin Harder ed è stato pubblicato il 10 marzo 2010. Kerli in una festa sontusa beve il tè con i suoi ospiti pieni di make-up e costumi; verso la fine Kerli versa una pozione nel tè che trasforma gli ospiti in bambole, li raccoglie e li mette su uno scaffale.
Kerli si è esibita dal vivo cantando i brani Tea Party, Walking on Air e Strange durante l'Alice in Wonderland Ultimate Fan Event il 19 febbraio 2010.